# Der Kaufmann von Venedig (1923)
Der Kaufmann von Venedig ist ein deutscher Stummfilm von 1923 nach dem gleichnamigen Theaterstück von William Shakespeare. In den Hauptrollen spielten Werner Krauß als Shylock sowie Henny Porten und Harry Liedtke.

## Handlung
Der venezianische Kaufmann Antonio ist in argen Finanznöten. Um seinem Freund Bassanio zu helfen, der um die Erbin Portia wirbt, geht er, obwohl in gegenseitiger Abneigung verbunden, zum jüdischen Geldverleiher Shylock, um sich von ihm Geld zu leihen. Falls Antonio die Schulden nicht zurückzahlen kann, so ist die Abmachung zwischen beiden Männern, darf Shylock ein Pfund Fleisch aus Antonios Körper schneiden.
Tatsächlich kann der Kaufmann seine Schuld nicht begleichen, da seine erwartenden Schiffe mit den kostbaren Gütern nicht in Venedig eingetroffen sind. Und so besteht Shylock auf sein Recht, das er vor Gericht durchsetzen will. Durch eine List Portias, die sich als Anwalt „Balthasar“ verkleidet Shylock Paroli bietet, will sie so Antonios Unversehrtheit erreichen. Ihr gelingt ein Sieg auf ganzer Linie, und Shylock muss klein beigeben.

## Produktionsnotizen
Der Kaufmann von Venedig wurde Mitte 1923 gedreht und passierte die Filmzensur am 31. August 1923. Die Uraufführung fand am 13. Oktober 1923 im Mozartsaal zu Berlin statt. Die Länge betrug 2806 Meter auf acht Akte. Der Film wurde für die Jugend freigegeben.
Die Außenaufnahmen entstanden in Venedig, wo der Italiener Sergio Mari Regisseur Felner bei den Massenszenen assistierte.
Die Filmbauten stammen von Hermann Warm. Eugen Kürschner war Produktions- und Aufnahmeleiter.

## Kritik
Wiens Neue Freie Presse berichtete in ihrer Ausgabe vom 5. Februar 1924: „Bei einer Verfilmung dieses Werkes bestand die Gefahr, daß durch die Vergröberung der Handlung und den unvermeidlichen Verzicht auf Shakespeares überschwänglich reicher Palette seelischer Nuancen und Motivierungen der Grundgedanke des Werkes Schaden leiden und durch eine banale Mischung von Fastnachtspiel und Schauerdrama verfälscht werden könne. Aber Peter Paul Felner hat diese Gefahr zu vermeiden gewußt. Die Abweichungen seiner Filmhandlungen von dem Shakespeareschen Drama bedeuten durchaus keine Majestätsbeleidigung gegen den Genius des Dichters und sind vom Standpunkte der Filmdramaturgie vollkommen berechtigt. (…) Henny Porten als Porzia ist so holdselig, wie man es sich nur wünschen kann… (…) Die Hauptdarstellerin dieses Films aber ist Venezia selbst, die Lagunenstadt mit ihren schimmernden Marmorpalästen… (…) So empfängt dieser Film von dem Abglanz zweifacher Schönheit seinen Wert: der Schönheit des Shakespeareschen Werkes und der Schönheit Venedigs. Und wenn er auch von beiden Wundern nur eine Ahnung vermittelt, so ist selbst dieser schwache Abglanz reich und hell genug, um diesen Film über alle Dutzendware emporzuheben. Nur schade, daß er in einem so galoppierenden Tempo heruntergespielt wird.“

„Holte man sich seine Filmstoffe schon aus der Weltliteratur, so war Shakespeares „Kaufmann von Venedig“ eines derjenigen Werke, die sich am allerwenigsten zur Verfilmung eignen. Diese Shakespearesche Menschheitstragödie ist doch ganz und gar ans Wort gebunden. So wurde auch der Film „Kaufmann von Venedig“ (P.P. Felner 1923) nur ein lehrhaftes Lichtspiel über den lebensfreudigen Karneval und das düstere Ghetto-Venedig des Shylock. Henny Porten als Porzia war so gut wie lange nicht mehr, Harry Liedtke als Bassanio nicht sehr stark, Werner Krauß als Shylock in seiner alten Bühnenauffassung.“